# Termosztatikus radiátorszelep

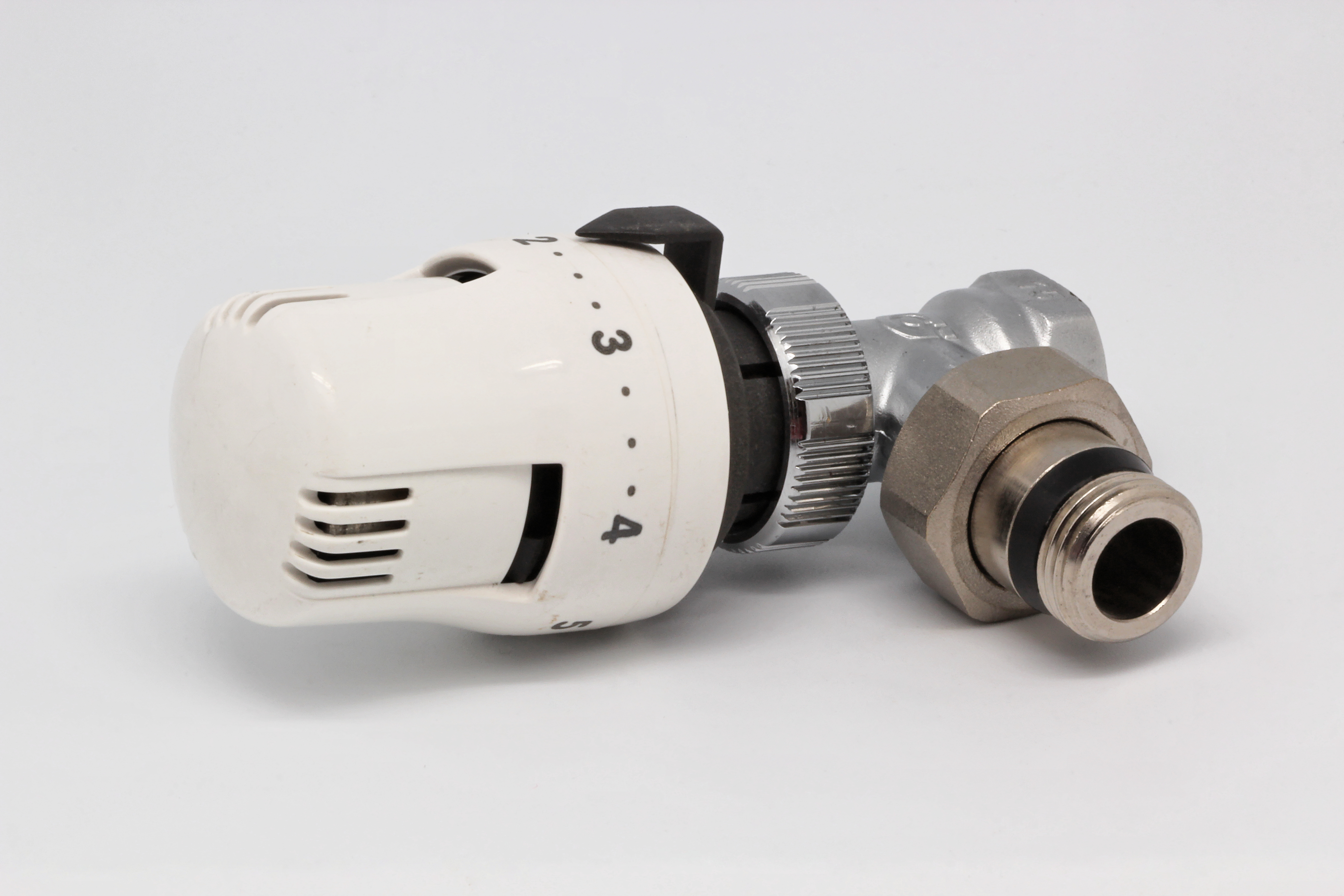
A termosztatikus radiátorszelep 2-es pozícióban (15-17 °C)

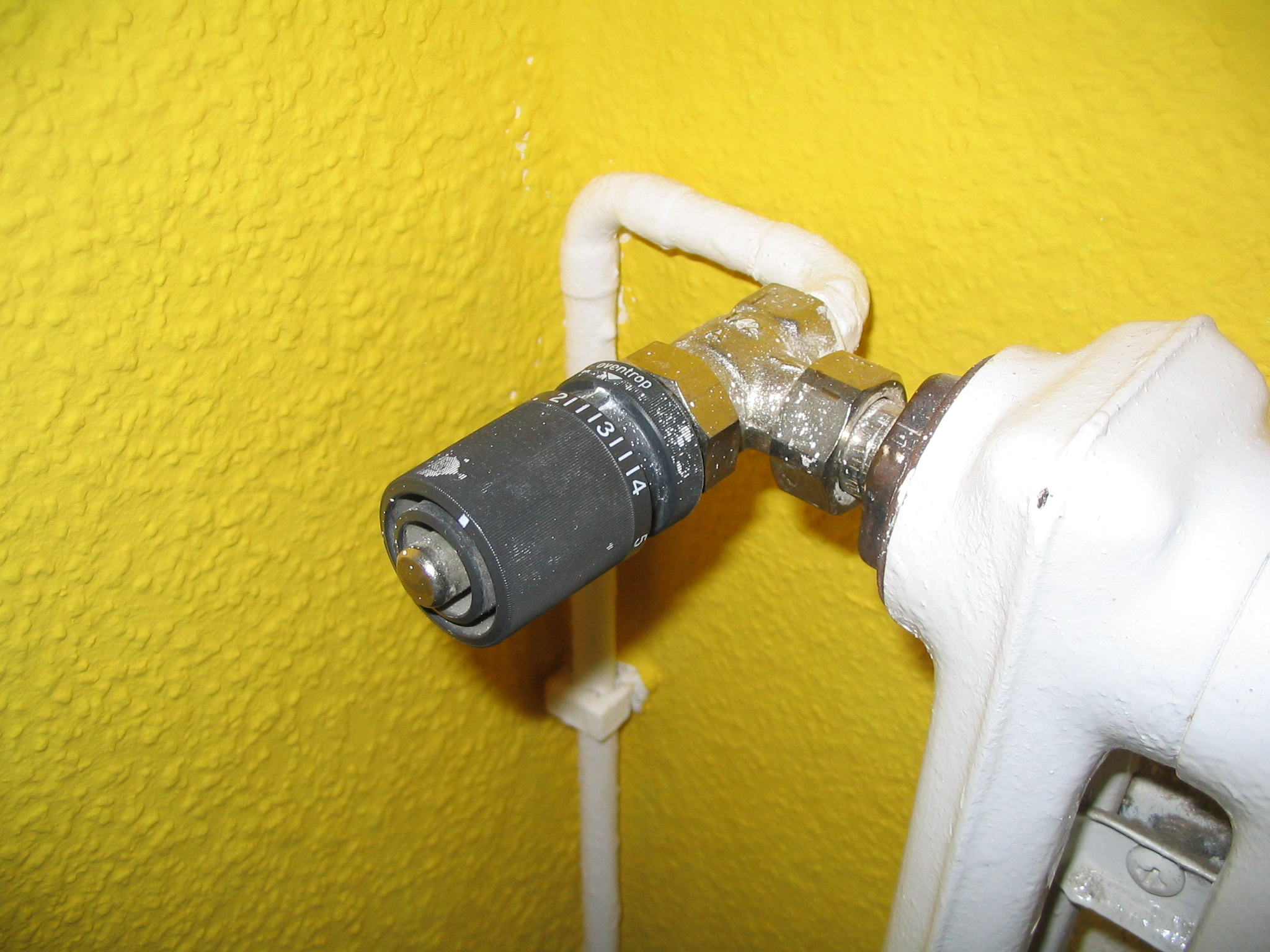
Régi típusú termosztatikus radiátorszelep

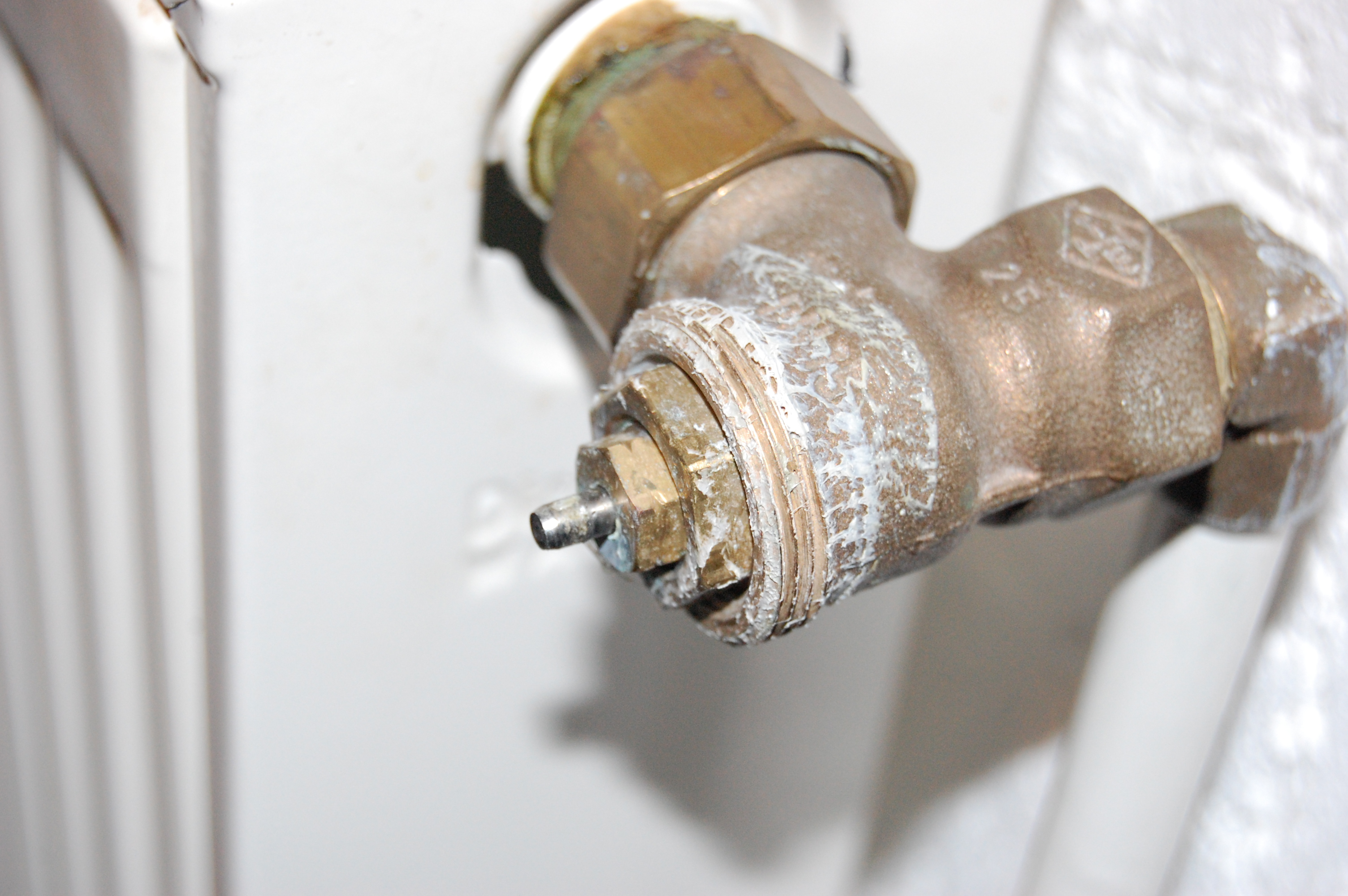
A radiátorszelep a termofej eltávolitásakor

A termosztatikus radiátorszelep (más néven termoszelep) egy önműködően szabályozó szelep, aminek a feladata a radiátorba áramló forróvíz mértékének a szabályozása a szobahőmérséklet és a termosztatikus szelep beállításának függvényében.

## Működése
A rendszer működése során a szelepen lévő termofej (szabályozó) addig engedi a fűtővizet a fűtőtestbe, amíg a helyiség hőmérséklete el nem éri a termofej beállításának megfelelő értéket. Ezt követően automatikusan zárja a fűtővíz útját. Amennyiben ugyanezen állásban a szoba levegőjének hőmérséklete a beállított érték alá csökken, a szelep újra nyitni fog, és a radiátor felmelegszik.

## A helyiség hőmérsékletének beállítása
A kívánt hőmérséklet a termofej megfelelő helyzetbe történő fordításával állítható be. A termofej jobbra fordításával (zárásával) alacsonyabb, míg a balra fordításával (nyitásával) magasabb hőmérséklet állítható be. Egy adott termofej álláshoz tartozó hőmérséklet az állítást követő 1-2 óra elteltével a helyiség hőmérsékletének mérésével határozható meg. A hőmérséklet igény szerint a termofej fordításával korrigálható. Ha a radiátort hidegnek érezzük, de a helyiség hőmérséklete a beállított értéken van, nem kell aggódnunk, a termoszelep megfelelően működik. A termoszelep nem igényel karbantartást.

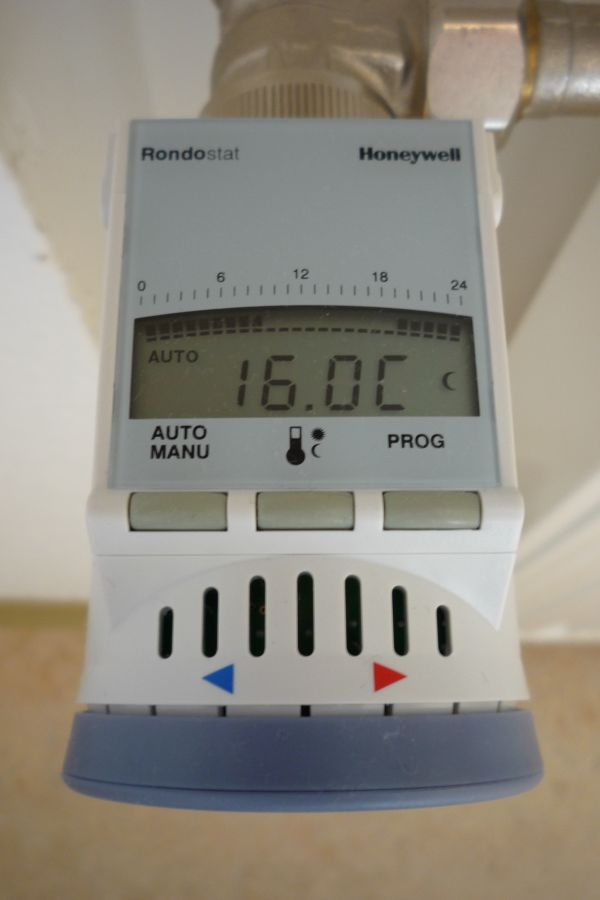
Elektronikus termosztatikus szelep Honeywell rondosztát. A fűtési és gazdaságossági idő (felső) kijelzője, a digitális hőmérséklet-kijelző (középső) és a hőmérséklet- és idővezérlő kerék (alul)

| Pozíció | Hőmérséklet Celsius-fok | Használati javaslat                                |
| ------- | ----------------------- | -------------------------------------------------- |
| *       | 7.5 °C                  | Fagyvédelem                                        |
| 1       | 12-13 °C                | Pince, lépcsők, mosókonyha                         |
| 2       | 15-16 °C                | Előszoba                                           |
| •       | 16-18 °C                | Folyosó                                            |
| •       | 17-19 °C                | Hálószoba                                          |
| 3       | 18-20 °C                | Gyerekszoba                                        |
| •       | 19-21 °C                | Konyha                                             |
| •       | 20-23 °C                | Nappali szoba                                      |
| 4       | 21-24 °C                | Fürdőszoba                                         |
| 5       | Maximum                 | Nyáron (amikor a fűtési rendszer ki van kapcsolva) |

## Miért hideg a radiátor, ha a szelep maximumon áll?
Ha a szoba hőmérséklete magasabb, mint a beállított érték, vagy a szelep meghibásodott, ezt a jelenséget tapasztalhatjuk.
A szoba hőmérsékletét ellenőrizzük egy szobahőmérővel, így az első lehetőséget mindjárt kizárhatjuk vagy megerősíthetjük. A maximum értékre vonatkozó hőmérsékletet a termosztatikus szelep leírásából állapíthatjuk meg. Ha az első lehetőséget kizártuk, úgy a szelepleragadás jelenségével állunk szemben. Ilyen esetben kérjük szakember segítségét, ha a termofejet eltávolítjuk és a szelepet kezdjük erősen ütögetni illetve vízpumpafogó vagy egyéb szerszám segítségével elkezdjük húzogatni a szelep szárat (óvatosan) akkor esetleg megszüntethető a leragadás.

## Képek

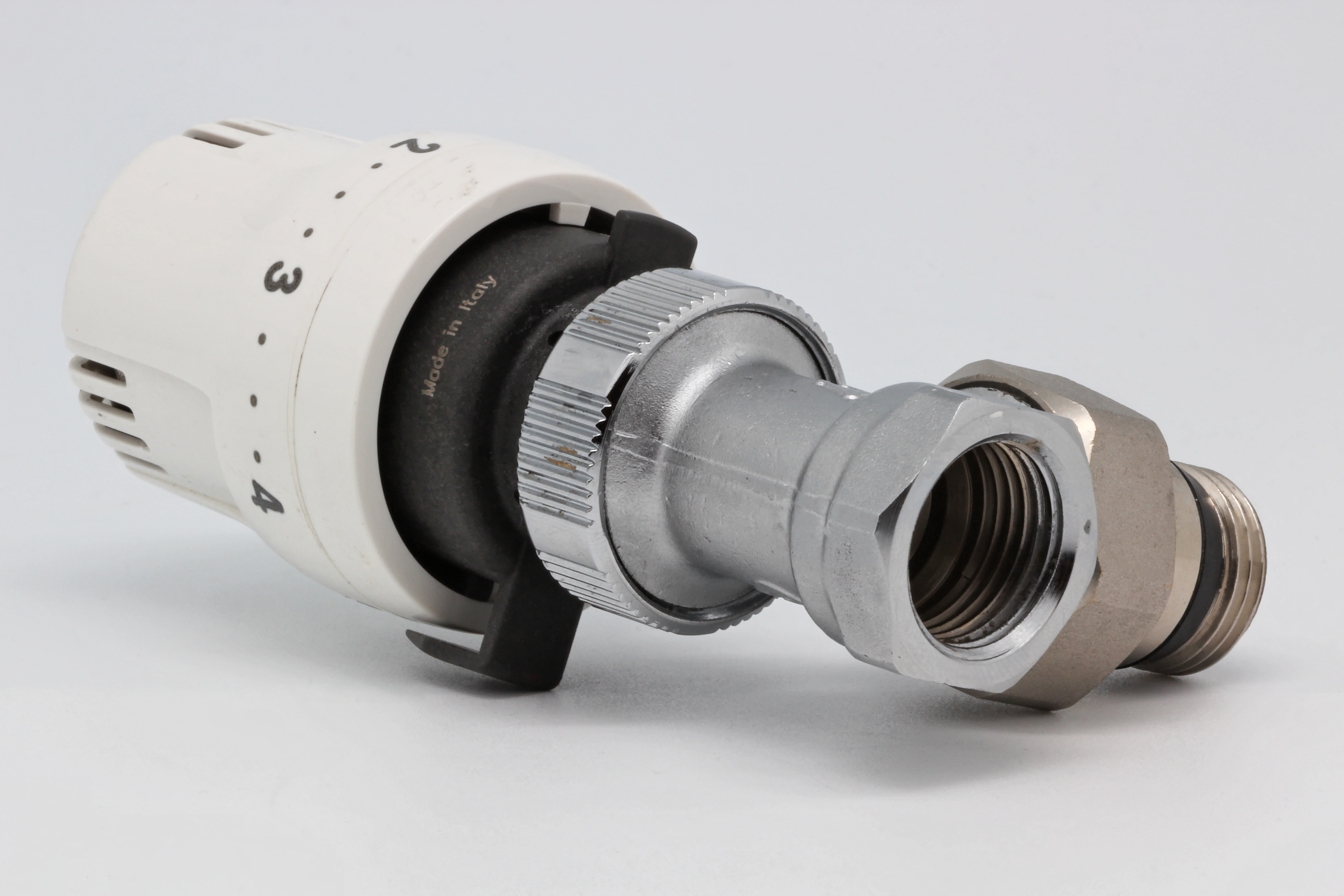
Termosztatikus radiátorszelep
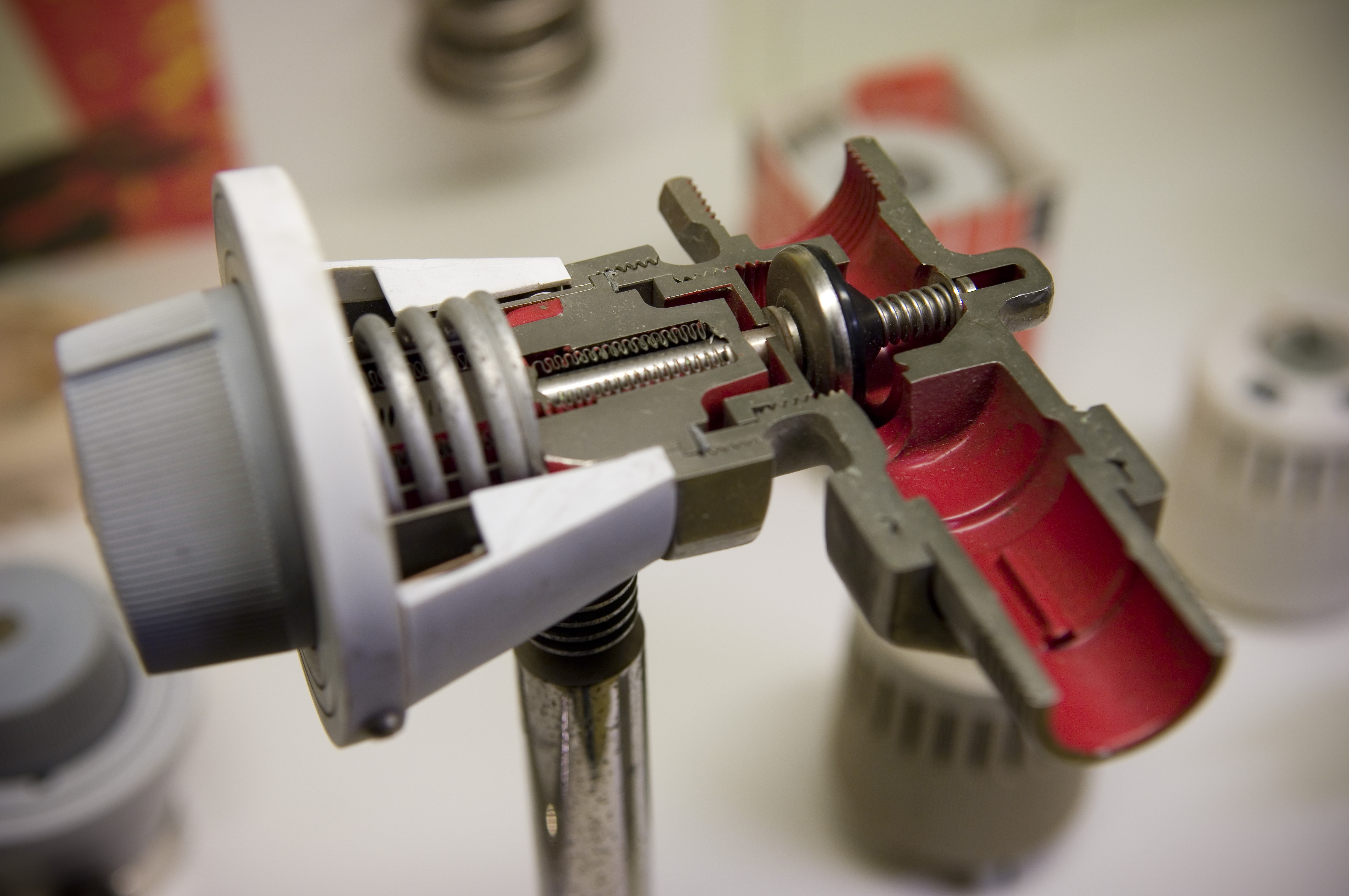
A termosztatikus radiátorszelep részei
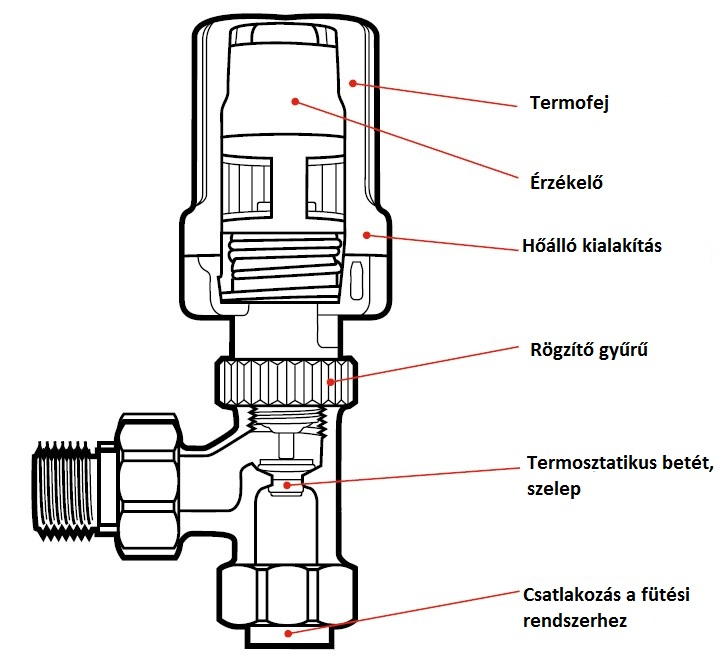
A termosztatikus radiátorszelep részei